# Masdevallia collina
Masdevallia collina es una especie de orquídea epífita originaria del oeste de Sudamérica.

## Descripción
Es una orquídea de pequeño tamaño que prefiere el clima cálido, es de hábitos epífitas, con ramicaules erectos  envueltos basalmente por 2-3 vainas tubulares que llevan una sola hoja, apical, erecta, coriácea ,  angostamente obovadas, obtusa que está estrechamente cuneada a continuación en la base subpeciolada.  Florece en una inflorescencia delgada y erecta de 6 a 11 cm de largo, con 3-5 flores, que surgen sucesivamente, pero solo tiene una a la vez abierta y que se encuentran por encima de las hojas.

## Distribución y hábitat
Se encuentra en Panamá en alturas de 800 a 1400 metros.

## Cultivo
Se debe mantener la planta en sombra parcial. La planta puede ser cultivada en condiciones cálidas. Poner la planta en una maceta con corteza fina, musgo sphagnum o perlita. Regar con regularidad y mantenerla húmeda.

## Sinonimia
- Petalodon collinus (L.O.Williams) Luer, Monogr. Syst. Bot. Missouri Bot. Gard. 105: 11 (2006).[1][2]